# Walckenaeria uenoi
Walckenaeria uenoi är en spindelart som beskrevs av Saito och Teruo Irie 1992. Walckenaeria uenoi ingår i släktet Walckenaeria och familjen täckvävarspindlar. Inga underarter finns listade i Catalogue of Life.